# Terpides
Terpides is een geslacht van haften (Ephemeroptera) uit de familie Leptophlebiidae.

## Soorten
Het geslacht Terpides omvat de volgende soorten:
- Terpides diadema
- Terpides guyanensis
- Terpides jessiae
- Terpides sooretamae
- Terpides vinculum